# 1364
1364 (MCCCLXIV) var ett skottår som började en måndag i den julianska kalendern.

## Händelser

### Februari
- 15 februari – Albrekt av Mecklenburg utropas till kung av Sverige vid Mora stenar, varvid Magnus Eriksson och Håkan Magnusson förklaras avsatta.

### April
- 8 april – Karl V blir kung av Frankrike då hans far Johan II dör i engelsk fångenskap i London.[1]

### Juli
- Juli
  - Magnus och Håkan trängs tillbaka till Västsverige.
  - Stilleståndet i Jönköping sluts mellan Albrekt å ena sidan och Magnus och Håkan å den andra.

## Födda
- Christine de Pizan, fransk författare och feminist.

## Avlidna
- 8 april – Johan II, kung av Frankrike sedan 1350 (död i fångenskap i England)
- 29 september – Karl av Blois, hertig av Bretagne sedan 1341
- Nils Turesson (Bielke), svensk lagman och riksråd, drots 1344–1351.
- Ranulf Higden, engelsk krönikeförfattare.
- Trotte Pedersson (Eka), svenskt riksråd.
- Valdemar III, kung av Danmark 1326–1329.

### Fotnoter
1. ↑  World Statesmen (läst 7 april 2011)